# Varaždinska županija
Varaždinska županija je ena izmed 21 županij Hrvaške s 159.487 prebivalci (po popisu 2021; 2011 še 176.000). Glavno mesto županije, ki je tudi regionalno središče severne Hrvaške, je Varaždin, poleg njega ima v županiji status mesta še pet občin. To so Ludbreg, Lepoglava, Ivanec, Novi Marof in Varaždinske Toplice, 22 pa jih ima status regularnih-običajnih občin.

## Geografija
Županija na severu meji z Medžimurjem oziroma Međimursko županijo, od nje pa jo ločuje reka Drava tik nad Varaždinom z umetnim Varaždinskim in nekoliko vzhodnjeje tudi Dubravskim jezerom. Na vzhodu meji na Koprivniško-križevsko županijo, na jugu na Krapinsko-zagorsko, na zahodu pa na slovensko Štajersko, natančneje na Haloze (na hrvaški strani Macelj). Po južnem delu županije vijuga reka Bednja.

## Upravna delitev
- Mesto Varaždin (sedež županije)
- Mesto Ludbreg
- Mesto Lepoglava
- Mesto Ivanec
- Mesto Novi Marof
- Mesto Varaždinske Toplice
- Občina Bednja
- Občina Beretinec
- Občina Breznica
- Občina Breznički Hum
- Občina Cestica
- Občina Donja Voća
- Občina Donji Martijanec
- Občina Gornji Kneginec
- Občina Jalžabet
- Občina Klenovnik
- Občina Ljubešćica
- Občina Mali Bukovec
- Občina Maruševec
- Občina Petrijanec
- Občina Sračinec
- Občina Sveti Đurđ
- Občina Sveti Ilija
- Občina Trnovec Bartolovečki
- Občina Veliki Bukovec
- Občina Vidovec
- Občina Vinica
- Občina Visoko